# 하전 입자

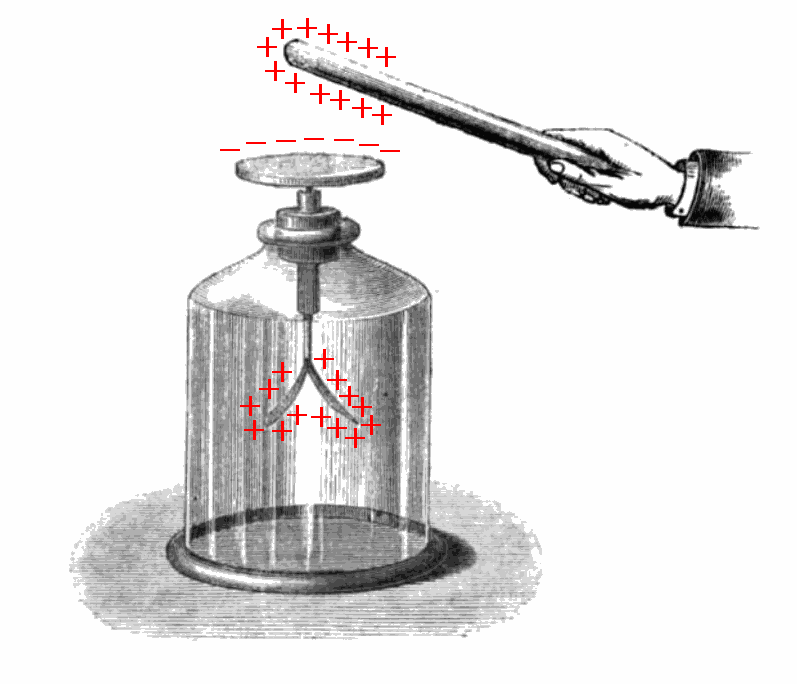

물리학에서 하전 입자(charged particle) 또는 대전 입자는 전하를 띄고 있는 입자를 의미한다. 대표적인 하전 입자로는 전자나 양성자가 남아 도는 원자 또는 분자 상태의 이온이 있다. 뿐만 아니라, 전자나 양성자 자체, 또는 양전자와 같은 기본 입자들도 이에 해당한다. 또한, 헬륨 원자핵으로 구성된 알파 입자와 같이 전자가 없는 원자핵도 있다. 중성자는 전하가 없기 때문에 양성자와 같이 핵을 이루지 않는 이상 하전 입자라고 할 수 없다. 플라스마는 하전 입자들의 모임으로 원자핵과 전자가 분리되었을 뿐 아니라 하전 입자가 상당히 많이 구성된 기체일수도 있다. 플라스마는 이와 같이 고체, 액체, 기체와는 다른 성질을 띄기 때문에 제4의 상태라고도 부른다.

## 같이 보기
- 기본 입자
- 입자의 목록
- 이온 빔
- 전하 운반자